# Trinitarische Formel
Die trinitarische Formel („Im Namen des Vaters und des Sohnes und des Heiligen Geistes“) mit der Aufzählung der drei Personen der Dreifaltigkeit (Trinität) ist Teil der christlichen Liturgie in den Sakramenten der Taufe, der Ehe und der Absolution und erscheint oft als Eingangs- oder Schlussformel in Gebeten. Bekannt ist auch die lateinische Form „In nomine Patris, et Filii, et Spiritus Sancti“. Sie erscheint:
- in der Taufformel: „Ich taufe Dich im Namen des Vaters und des Sohnes und des Heiligen Geistes …“ (lateinisch: „Ego te baptizo in nomine Patris, et Filii, et Spiritus Sancti..“)
- bei der Trauung: „Ich bestätige, ratifiziere und segne diese Ehe im Namen des Vaters und des Sohnes und des Heiligen Geistes“ (lateinisch: „Ego vos in matrimonium coniungo, in nomine Patris, et Filii, et Spiritus Sancti“)
- in der Absolutionsformel: „[…] vergebe Dir Deine Sünden im Namen des Vaters und des Sohnes und des Heiligen Geistes. Amen.“ (lateinisch: „[…] te absolvo a peccatis tuis, in nomine Patris, et Filii, et Spiritus Sancti. Amen.“)
- am Anfang des Stufengebets: „In nomine Patris et Filii, et Spiritus Sancti. Amen. Introibo ad altare Dei.“ (Übersetzung: „Im Namen des Vaters und des Sohnes und des Heiligen Geistes. Amen. Zum Altare Gottes will ich treten.“). Auch in der neuen Ordnung eröffnet die trinitarische Formel verbunden mit der Selbstbekreuzung die Messfeier.[1]

Darüber hinaus dient die trinitarische Formel gefolgt vom Amen als Eingangs- und Schlussformel in zahlreichen christlichen Gebeten.
Die seit dem frühen Mittelalter mit dem Kreuzzeichen verknüpfte Anrufung der Dreifaltigkeit geht vermutlich auf die arianischen Streitigkeiten zurück. In Zusammenhang mit der trinitarischen Taufformel kann sie als Tauferinnerung begriffen werden. Auch Luther hält an der Formel fest: „Des Morgens, so Du aus dem Bette fährest, sollt Du Dich segenen mit dem heiligen Kreuz und sagen: Des walt Gott Vater, Sohn, heiliger Geist, Amen.“